# Stařeč
Stařeč (en allemand : Startsch) est un bourg (městys) du district de Třebíč, dans la région de Vysočina, en République tchèque. Sa population s'élevait à 1 689 habitants en 2024. 

## Géographie
Stařeč se trouve à 4,5 km au sud-ouest du centre de Třebíč, à 28 km au sud-est de Jihlava et à 141,5 km au sud-est de Prague.
La commune est limitée par Krahulov au nord-ouest, par Třebíč au nord et à l'est, par Mastník au sud, et par Rokytnice nad Rokytnou et Čechočovice à l'ouest.

## Histoire
La première mention écrite de la localité date de 1259.

## Administration
La commune se compose de deux sections :
- Kracovice
- Stařeč

## Transports
Par la route, Stařeč se trouve à 5 km du centre de Třebíč, à 31 km de Jihlava et à 162 km de Prague.